# Arrochar
Arrochar (/ˈærəxər/ ARR-ə-khər, in gaelico scozzese: 'An t-Àrchar or An Tairbeart Iar') è un villaggio situato vicino alla testa del Loch Long, sulla penisola di Cowal nell'area di consiglio di Argyll e Bute, nelle Highlands scozzesi. Il villaggio si trova nel Parco nazionale Loch Lomond e Trossachs.

## Storia e descrizione
Storicamente nel Dunbartonshire, è dominato da un gruppo di montagne chiamate Alpi Arrochar, e in particolare dalla caratteristica vetta rocciosa del Cobbler. Gode di buone vie di comunicazione poiché si trova all'incrocio della strada A83 A83 con la A814 ed è servito dalla stazione ferroviaria di Arrochar e Tarbet. Inoltre, la strada A82 attraversa Tarbet 3,2 km ad est. 
Per oltre cinque secoli quest'area, la baronia feudale di Arrochar, fu detenuta dai capi del clan MacFarlane e, prima di loro, dai loro antenati i baroni di Arrochar. L'insediamento fu un obiettivo chiave per i predoni vichinghi che portarono le loro imbarcazioni, 3,2 km via terra, verso Tarbet per attaccare gli insediamenti interni non protetti sul Loch Lomond  prima della loro sconfitta, nel 1263, nella battaglia di Largs. 
L'estremità occidentale di Arrochar segna il confine tradizionale tra l'Argyllshire e il Dunbartonshire, e questo anche dopo la riorganizzazione del governo locale nel 1975. Tuttavia, nel 1996 i confini di Argyll e Bute e Dunbartonshire Occidentale furono sostanzialmente ridisegnati, portando l'intera area in Argyll e Bute.